# José Colin Bagaforo
José Colin Mendoza Bagaforo (ur. 30 stycznia 1954 w Cotabato) – filipiński duchowny katolicki, biskup Kidapawan od 2016.

## Życiorys

### Prezbiterat
Święcenia kapłańskie otrzymał 25 marca 1980 i został inkardynowany do archidiecezji Cotabato. Był m.in. ojcem duchownym diecezjalnego seminarium, proboszczem kilku parafii (m.in. katedralnej), ekonomem, dyrektorem jednej ze szkół katolickich oraz wikariuszem generalnym archidiecezji.

### Episkopat
2 lutego 2006 papież Benedykt XVI mianował go biskupem pomocniczym archidiecezji Cotabato oraz biskupem tytularnym Vazari-Didda. Sakry biskupiej udzielił mu 25 kwietnia 2006 metropolita - Cotabato arcybiskup Orlando Quevedo.
25 lipca 2016 papież Franciszek mianował go biskupem ordynariuszem Kidapawan.